# Ludwig Mundt
Ludwig Mundt (* 6. Juni 1948) ist ein Brigadegeneral außer Dienst des Heeres der Bundeswehr und Angehöriger des Bundesnachrichtendienstes (BND).

## Leben
Mundt absolvierte von 1978 bis 1980 den 21. Generalstabslehrgang Heer an der Führungsakademie der Bundeswehr in Hamburg, wo er zum Offizier im Generalstabsdienst ausgebildet wurde. Er führte im BND den Decknamen Ludwig Gilm. Von 1994 bis 1997 leitete er die Residentur des BND in London im Vereinigten Königreich. Eine weitere Tätigkeit im BND war die des Leiters des Präsidalsstabes. Er war Abteilungsleiter I (Beschaffung mit menschlichen Quellen/Human Intelligence) des BND.
Am 27. November 2008 sagte Mundt als ehemaliger Angehöriger des BND vor dem 1. Untersuchungsausschuss der 16. Wahlperiode des Deutschen Bundestages aus.
Mundt ist verheiratet.